# 핀란드 제1대 의회

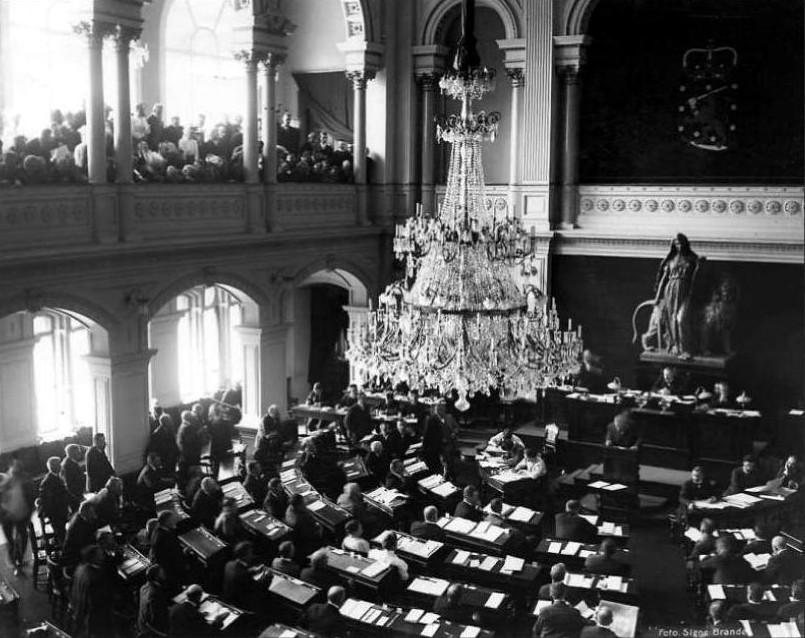
1907년 의회 전경.

핀란드 제1대 의회는 1907년에서 1908년 사이 회기에 해당한다. 제1대 의회의원들은 1907년 선거에서 선출되었다. 1907년 5월 22일 개회했고, 1908년 4월 6일 해산당했다. 개회식은 1907년 5월 25일이었다.
청년 핀란드당의 페르 에빈드 스빈후부드가 의회의장으로 선출되어 1913년까지 재임했다. 제1부의장은 사회민주당의 닐스 로베르트 아브 우르신, 제2부의장은 핀란드당의 에른스트 구스타프 팔멘이었다.
의석은 다수당 순서대로 핀란드 사회민주당(SDP)가 80석(남-녀 성비 71-9), 핀란드당(SP) 59석(53-6), 청년 핀란드당(NSP) 26석(24-2), 스웨덴인당(RKP) 24석(23-1), 핀란드 농업동맹(SML; 이후 그냥 농업동맹ML으로 개칭) 9석(8-1), 핀란드 기독교노동자동맹(SKrTL) 2석(2-0)이었다. 1907년 9월 산테리 알키오가 NSP를 탈당하고 ML에 입당했다. 1907년 선거에서 62명의 여성 피선거권자 중 19명이 선출되었고, 이들은 세계 최초의 여성 의원이기도 하다.
1907년 의회의 의원들의 평균 연령은 41세였다. 최고령 의원은 에이사키 호이카, 최연소 의원은 예뉘 누오티오였다.

## 의원 목록
선거구는 1906년 12월 17일 결정되었다.
| 정당 ▶              | SDP | SP                                                                                       | NSP                                                           | RKP | ML                                                               | SKrTL                 | 계    |
| 선거구 ▼            | SDP | SP                                                                                       | NSP                                                           | RKP | ML                                                               | SKrTL                 | 계    |
| ------------------- | --- | ---------------------------------------------------------------------------------------- | ------------------------------------------------------------- | --- | ---------------------------------------------------------------- | --------------------- | ----- |
| 1. 우시마주         | 9석 - 에드바르드 헬레 알베르트 잉그만 오스카르 요한손 유호 락소 에밀 페르틸래 발프리드 페르틸래 미나 실란패 아토 시렌 에드바르드 발파스                  | 4석 - 힐다 캐키코스키 오스카리 라이네 에른스트 팔멘 빌호 레이마                          | 1석 - 에로 에르코                                             | 9석 - 프란스 알로스 크리스티안 폰 알프탄 레오 에른로트 프리돌프 구스타브손 칼 올례마르크 구스타브 로젠퀴스트 에밀 슈위베리손 칼 쇠데르홀름 오스발드 바사스톄르나 |                                                                  |                       | 23석  |
| 2. 투르쿠주 남부    | 4석 - 이다 알레텔리오 세트 헤이킬래 타비 타이니오 배이뇌 부올리요키                                                                                      | 6석 - 칼 율리안 칼손 다우마 네오비우스 빌헬름 로젠퀴스트 오스카르 슐츠 율리우스 순드블롬 | 1석 - 안티 미콜라                                             | 5석 - 알렉산드라 그리펜베리 아우구스트 혤트 카를레 크누틸라 알렉시 캐퓌 유호 라니코 빌호 시필래                                                                  |                                                                  | 1석 - 카를로 헤이니넨 | 17석  |
| 3. 투르쿠주 북부    | 10석 - 에마누엘 아로마 타베티 칼리오코르피 미미 카네르보 프란스 코스키넨 빌호 라이네 오스카리 레이보 유시 메리넨 프란스 란타넨 칼레 살미넨 배이뇌 탄네르 | 5석 - 에밀 헬키외 라우리 잉그만 유호 쿠스티 파시키비 프란스 라폴라 이다 베멜푸           | 1석 - 에밀 네스토르 세탤래                                    | |                                                                  | 1석 - 마티 메리비르타 | 17석  |
| 4. 해메주 남부      | 7석 - 보이토 엘로란타 에베르트 호카넨 오스카리 얄라바 산테리 누오르테바 마리아 파소 아르투리 시베니우스 술로 부올리요키                                  | 3석 - 요한 리카르드 다니엘손칼마리 오스발드 카이라모 햘마르 가브리엘 팔로헤이모          | 1석 - 루키나 하그만                                           | |                                                                  |                       | 11석  |
| 5. 해메주 북부      | 7석 - 헤이키 해위뤼넨 카를 구스타프 회이예르 산드라 레흐티넨 헤이키 린드로스 페나 파우누 위리외 시롤라 닐스 로베르트 아브 우르신                         | 3석 - 헤드비그 게브하르드 에른스트 네반린나 에이노 사카리 위리외코스키넨                 | 1석 - 칼레 빌랴카이넨                                         | |                                                                  |                       | 11석  |
| 6. 비푸리주 서부    | 6석 - 빌레 헤이모넨 유호 키르베스 마티 파시부오리 힐리아 패르시넨 마티 투르키아 비흐토리 비타넨                                                          | 4석 - 유하니 아라얘르비 유호 툴리코우라 요하네스 빌스크만 아르투르 부오리마              | 3석 - 요나스 카스트렌 타흐보 리헬래 카를로 비크만             | |                                                                  |                       | 13석  |
| 7. 비푸리주 동부    | 5석 - 오스카리 프레드릭 라이네 야네 마르티카이넨 비흐토리 매켈래 바실리 수오사리 네스토리 발라바라                                                       | 5석 - 배이뇌 키빌리나 올리 파야리 에르키 풀리넨 헤이키 레포 미코 시포넨                  | 3석 - 구스타프 아로칼리오 네스토르 후오포넨 피에타리 쿠이스마 | | 4석 - 유하니 레팰래 칼레 쿠스타 퓌캘래 힐마 래새넨 라우리 투나넨 |                       | 17석  |
| 8. 미켈리주         | 7석 - 비흐토리 아로마 올리베르 에로넨 칼레 페테르 후투넨 요수아 얘르비넨 안스헬름 카니스토 오스카리 오라스마 알빈 발랴카                                 | 5석 - 카를로 카레스 유호 레피스퇴 다니엘 뉘캐넨 유스투스 리파티 미카엘 소이니넨          | 2석 - 헤이키 가브리엘 렌발 페르 에빈드 스빈후부드             | |                                                                  |                       | 14석  |
| 9. 쿠오피오주 서부  | 7석 - 아니 후오타리 안티 매켈린 페카 뫼뫼 안티 파르타넨 타비 리사넨 아로 살로 유호 수오말라이넨                                                          | 1석 - 사무엘 헤이스카넨 알리 니시넨 마티 페소넨 유호 스넬만                              | 4석 - 마티 알토                                               | | 1석 - 아우구스트 라티카이넨                                      |                       | 13석  |
| 10. 쿠오피오주 동부 | 6석 - 안티 해맬래이넨 알빈 코포넨 아르비 라흐티넨 아펠리 수오말라이넨 파보 티카넨 예뉘 누오티오                                                          | 2석 - 헤르만 하쿨리넨 에마누엘 콜키                                                      | 3석 - 우노 브란데르 페카 레패넨 페카 페나넨                   | |                                                                  |                       | 11석  |
| 11. 바사주 남부     | 1석 - 마티 알토 | 4석 - 유호 에르키 안틸라 리사 키비오야 사멜리 라얄라 위리외 코스키넨 위리외코스키넨      | 1→0석 - 산테리 알키오(탈당)                                   | 6석 - 악셀 세더베리 에른스트 에스틀란더 레인홀드 헤드베리 아르비드 네오비우스 오스카르 닉스 오토 시에티스                                                        | 0→1석 - (입당)산테리 알키오                                      |                       | 12석  |
| 12. 바사주 북부     | 1석 - 오스카리 토코이 | 5석 - 하네스 게브하르드 빌헬미 말미바라 투오마스 포흐얀팔로 유호 토르파 유시 윌리코르피  |                                                               | 4석 - 알프레드 요하네스 베크 야콥 네스 요한 빌헬름 루네베리 요한 스토르비외르크                                                                                  |                                                                  |                       | 10석  |
| 13. 바사주 동부     | 6석 - 사물리 해키넨 카를레 맨튀 조엘 나랄라이넨 에마누엘 포흐야배레 사물리 란타넨 마리아 라우니오                                                        | 3석 - 에벨리나 알라쿨류 알렉산테리 코이비스토 악셀리 리스토                              | 2석 - 유호 하베리 빌리암 코스키넨                             | |                                                                  |                       | 11석  |
| 14. 오울루주 남부   | 3석 - 마티 호이카 칼레 해맬래이넨 유호 코무 | 4석 - 아르투르 라게를뢰프 카를레 뮐륄래 아테 올코넨 이사키 바헤                          | 2석 - 미코 크누틸라 알베르트 루오마                           | | 4석 - 유호 헤이키넨 퀴외스티 칼리오 오토 카르히 헤이키 키스키넨  |                       | 13석  |
| 15. 오울루주 북부   | 1석 - 아테 만테레 | 4석 - 아우쿠스티 히툴라 이사키 호이카 요제프 룬티 유호 에르키 바랄라                     | 1석 - 페카 아흐마바라                                         | |                                                                  |                       | 6석   |
| 16. 라피            | | 1석 - 마티 테르바니에미                                                                  |                                                               | |                                                                  |                       | 1석   |
| 계                  | 80석 | 59석                                                                                     | 26→25석                                                       | 24석 | 9→10석                                                           | 2석                   | 200석 |